# Cocotropus
Cocotropus is een geslacht van straalvinnige vissen uit de familie van fluweelvissen (Aploactinidae). Het geslacht is voor het eerst wetenschappelijk beschreven in 1858 door Johann Jakob Kaup.

## Soorten
- Cocotropus altipinnis Waite, 1903
- Cocotropus astakhovi Prokofiev, 2010
- Cocotropus dermacanthus (Bleeker, 1852)
- Cocotropus echinatus (Cantor, 1849)
- Cocotropus eksae Prokofiev, 2010
- Cocotropus izuensis Imamura, Aizawa & G. Shinohara, 2010
- Cocotropus keramaensis Imamura & G. Shinohara, 2003
- Cocotropus larvatus Poss & G. R. Allen, 1987
- Cocotropus masudai Matsubara, 1943
- Cocotropus microps J. W. Johnson, 2004
- Cocotropus monacanthus (Gilchrist, 1906)
- Cocotropus possi Imamura & G. Shinohara, 2008
- Cocotropus richeri R. Fricke, 2004
- Cocotropus roseomaculatus Imamura & G. Shinohara, 2004
- Cocotropus roseus F. Day, 1875
- Cocotropus steinitzi Eschmeyer & Dor, 1978